# Lucas Dau Ze Jeimphaung
Lucas Dau Ze Jeimphaung SDB (ur. 18 października 1962 w Hpa Hping) – mjanmański (birmański) duchowny katolicki, biskup Lashio od 2020.

## Życiorys

### Prezbiterat
Święcenia kapłańskie otrzymał 21 kwietnia 1996 w zgromadzeniu salezjanów. Był m.in. rektorem domu dla aspirantów w Anisakan i przełożonym miejscowej wspólnoty zakonnej, delegatem prowincjalnym ds. duszpasterstwa młodzieży, radnym prowincjalnym oraz rektorem filozofatu.

### Episkopat
18 października 2019 papież Franciszek mianował go biskupem koadiutorem Lashio. Sakry udzielił mu 29 stycznia 2020 kardynał Charles Maung Bo. 24 czerwca 2020 objął rządy biskupa diecezjalnego.